# Серпокрилець намібійський
Серпокрилець намібійський (Apus bradfieldi) — вид птахів родини серпокрильцевих (Apodidae).

## Назва
Вид названо на честь південноафриканського натураліста Р. Д. Бредфілда (1882—1949).

## Поширення
Вид поширений в Південній Африці. Трапляється в Анголі, Ботсвані, Намібії та ПАР.